# Siniak (Białoruś)
Siniak (biał. Сіняк; ros. Синяк) – osiedle na Białorusi, w obwodzie mińskim, w rejonie soligorskim, w sielsowiecie Akciabr.